# Stanisław Truskolaski
Stanisław Truskolaski herbu Ślepowron – sędzia sanocki w latach 1781–1782, miecznik sanocki w latach 1769–1770, wojski mniejszy sanocki w latach 1768–1769, skarbnik sanocki w latach 1766–1768.
W 1767 roku przystąpił do konfederacji radomskiej.